# Stany Crets
Stany Hubertus Maria Crets (Turnhout, 11 december 1964) is een Belgische acteur, auteur en regisseur.

## Biografie
Stany Crets is regisseur, schrijver en acteur.  Hij startte zijn carrière begin jaren negentig bij de Blauwe Maandag Compagnie.  Later schreef en regisseerde hij o.a. voor NTGent en ’t Arsenaal.  Bij het grote publiek werd hij bekend van televisiewerk voor VRT en VTM.  De Raf en Ronny Show, Debby en Nancy, Sketch-a-go-go, Fans, Oud België en Amateurs zijn slecht een paar titels waaraan hij meewerkte als regisseur, scenarist, acteur of producent.  Als filmacteur was hij o.a. te zien in Manneken Pis, Alles Moet Weg en Sprakeloos. Hij zette voor Theater Elckerlyc jaarlijks de Winterrevue terug op de kaart.
Het laatste decenium regisseert en schrijft hij vooral musicals.  
Hij schreef de roman ‘Oud papier’.

## Filmografie

### Films
- De Smeerlappen (1993)
- She Good Fighter (1995) - Carlo Coninx
- Manneken Pis (1995) - Bert
- Alles moet weg (1996) - Tony Hanssen
- Urinoir Dogs (1997) - broeder Mark
- Film 1 (1999) - advocaat
- Kaas (1999) - neef Oscar (als Stanley Crets)
- Plop in de Wolken (2000) - Kabouter Snot
- Team Spirit (2000) - scheidsrechter
- Suske en Wiske: De duistere diamant (2004) - Jerom
- Erik of het klein insectenboek (2004) - sprinkhaan
- Buitenspel (2005)
- K3 en het ijsprinsesje (2006) - Lak
- Los (2008) - Edgard
- Oud België (2009) - Willy
- Groenten uit Balen (2011) - Jan Debruycker
- Sprakeloos (2016) - Jan Meerman

### Korte films
- Buiten adem (1999)
- 10 jaar Leuven kort (2004)
- Dag opa (2005) - papa
- Alles voor de show (2010)
- Rachid (2023)

### Stemacteur
- Chicken Run (2000) - Rocky (Vlaamse versie)
- Brother Bear (2003) - Sam (Vlaamse versie)
- Op zoek naar Nemo (2003) - Marlin (Vlaamse versie)
- Haaiensnaaier (2004) - Lenny (Vlaamse versie)
- Valliant (2005) - (Vlaamse versie)
- Beesten bij de buren (2006) - GJ (Vlaamse versie)
- Baas in eigen bos (2006) - Serge (Vlaamse versie)
- Sneeuwwitje, de sequel (2007) - De zeven dwergen (Vlaamse versie)
- Marmaduke (2010) - "Marmaduke" (Vlaamse versie)
- Alpha & Omega (2011) - Humphrey (rol) en stemregie (Vlaamse versie)
- Het monster van Parijs (2011) - Raoul
- Binnenstebuiten (2015) - Woede (Vlaamse versie)
- Op zoek naar Dory (2016) - Marlin (Vlaamse versie)
- Sing 2 (2021) - Klaus Kickenklober (Vlaamse versie)
- Heart of a Tower (2022) - Tidling
- De Gelaarsde Kat 2: De laatste wens (2023) - "Big" Jack Horner (Vlaamse versie)
- Binnenstebuiten 2 (2024) - Woede (Vlaamse versie)

### Televisie
- Meester hij begint weer (1988) - vaslse inspecteur/broer
- Het landhuis (1989) - Freddy
- Cijfers en Letters (jeugdversie) (1990) - presentatie
- Moeder, waarom leven wij? (1993)
- De (v)liegende doos (1995)
- Pony Palace (scenario)
- Recht op recht (1998-2000) - Gabriël Nukerke
- Zoenzucht
- De Raf en Ronny Show (1998) - Raf - scenario
- Raf en Ronny II (1999) - Raf - scenario
- Raf en Ronny III (2001) - Raf - scenario
- Debby & Nancy Laid Knight (2001) - Nancy - scenario
- Hotel Bellevue (jaar?) - "Fons"
- Sketch à gogo (2004) - scenario
- Meneer Crets kijkt TV (jaar?)- presentatie
- Als 't maar beweegt (2005) - Claudine Gheysen - scenario
- Matroesjka's (2005) - Clem De Donder
- De kooi - presentatie (?2005?)
- Team Spirit - de serie II (2005) - Stany Crets
- Debby & Nancy's happy hour (2007) - Nancy
- Fans (2008) - Dr. Renaat Lambert, Koen Van Stighelen, Elvis Seghers
- Oud België (2010) - Willy
- Flikken Maastricht (2011) - Meneer Lacroix
- Kiekens (2011) - vader Missotten/agent
- Amateurs (2014) - Stanny Krets
- George & Paul (2016) - Verteller (ingesproken stem)

### Scenario's
- Lee & Cindy C. (2015 - regie/scenario)
- De Raf en Ronny show (1998)
- Raf en Ronny II (1999)
- Debby en Nancy Laid Knight (2001)
- Raf en Ronny III (2001)
- Sketch à gogo (2004)
- Als 't maar beweegt (2005)
- Debby & Nancy's happy hour (2007)
- Fans (2008)
- Oud België (2008)
- Kiekens (2009)
- Debby & Nancy's Warme Wintershow (2012)

### Gastrollen
- Dokters (1998) - Ronny
- Wet & Waan (2000) - Wil Schaap
- Dennis (2003) - garagist en nieuwe vriend van Nathalie
- Flikken Maastricht
- Zone Stad (2011) - Michael Dillis
- Aspe (2011) - Senne Dillis
- Vermist (2011) - John Termont
- Code 37 (2012)
- Professor T (2014)
- Oude Vossen (2014)
- Fenix (2017)

### Toneel
- Koninklijke Vlaamse Schouwburg
  - Romeo en Julia
- 't Gebroed
  - Mijnzoetje Junior
  - Och mengs (auteur/regie)
  - Interiors (regie)
  - Ik heb het gezien (regie)
- Blauwe Maandag Compagnie
  - Strange Interlude
  - Voader
  - De Cocu Magnifique
  - Wilde Lea
  - Boste
  - Dozen
  - O'Neill
  - Joko
  - Vrijen met dieren (auteur/regie)
  - Faeces (auteur/regie)
- Nederlands Toneel Gent/Musichall
  - The Rocky Horror Show (regie/verteller/vertaling)
  - Drama's uit het Courante Leven (regie)
- MMT
  - Oud papier (auteur/regie)
  - HOK! (auteur/regie)
- 't Arsenaal
  - Kwartet (regie)
  - Lulu (regie)
  - Muchacho's (auteur)
- NV Elisabeth
  - True West (vertaling/spel)
  - Helden (regie/vertaling)
- FC Bergman/Conservatorium)
  - Het verjaardagsfeest (regie)
- Uitgezonderd
  - Slisse en Cesar (regie)
- De Komediecompagnie
  - The play that goes wrong (stuk ongeluk) (regie)
  - Ene gast, twee bazen (regie)
  - Après Ski (script/regie)

- Backstage Productions
  - Stilte aub (acteur)

### Musical/shows
- The Rocky Horror Show (regie/verteller)
- Pippi zet de boel op stelten (auteur/regie)
- The Musical Songbook - Ann van den Broeck (regie)
- Spamalot (regie/vertaling)
- The Producers (regie Vlaamse cast/Vlaamse bewerking)
- Assepoester, het tamelijk ware verhaal (script/lyrics/regie)
- Songfestival, contest of the best (script/regie)
- Cinderella, a fairly true story (script/lyrics)
- Winterrevue 2015 (script/regie)
- Chaplin, the musical (vertaling)
- Evita (regie/vertaling)
- Winterrevue 2016 (script/regie)
- Rocky Horror Show 2017 (regie/verteller)
- Winterrevue 2017, 2018, 2019, 2021 (script/regie)
- Meiskes en jongens (regie/acteur)
- La Cage aux Folles (vertaling/regie)
- Sneeuwwitje (script)
- Mamma Mia (vertaling/regie/acteur)
- Robin Hood en ik (script)
- Rent (vertaling/regie)
- I love rauwe mammoet (script)
- The Sound of Music (regie)
- You are my sunshine (script/regie)
- Charlie and the chocolate factory ( regie )
- Rapunzel (script/regie)
- A Christmas Carol (script/regie)
- Hairspray (regie)
- Peter Pan (script/regie/muziek)
- Doornroosje (script)

### Opera
- Hänsel und Gretel (regie)